# Anthony Hamilton (peleador)
Anthony Hamilton (14 de abril de 1980) es un artista marcial mixto estadounidense que actualmente compite en la categoría de peso pesado en Ultimate Fighting Championship.

## Carrera en artes marciales mixtas

### Carrera temprana
Hamilton fue invicto durante su carrera amateur antes de convertirse en profesional en octubre de 2010. Antes de firmar con la UFC, Hamilton compitió por el Maximum Fighting Championship, reclamando su campeonato de pesos pesados inaugural después de derrotar a Smealinho Rama en MFC 38: Behind Enemy Lines el 4 de octubre de 2013. Defendió el título una vez derrotando al combatiente Ultimate Fighter 10 Darrill Schoonover en MFC 39: No Remorse el 17 de enero de 2014.
Hamilton firmó con la UFC a principios de 2014.

### Ultimate Fighting Championship
En su debut, Hamilton se enfrentó a Oleksiy Oliynyk en UFC Fight Night: Swanson vs Stephens. Él perdió la lucha a través de sumisión en la primera ronda.
En su segunda aparición, Hamilton enfrentó a Ruan Potts en UFC 177 el 30 de agosto de 2014. Ganó la pelea a través de TKO en la segunda ronda.
Hamilton enfrentó a Todd Duffee en UFC 181 el 6 de diciembre de 2014. Perdió la pelea a través de KO en la primera ronda.
Hamilton enfrentó a Daniel Omielańczuk el 11 de abril de 2015 en UFC Fight Night 64. Hamilton ganó la pelea por decisión unánime.
Hamilton se enfrentó a Shamil Abdurakhimov el 21 de febrero de 2016 en UFC Fight Night 83. Perdió la pelea por decisión unánime.
Hamilton se enfrentó a Damian Grabowski el 30 de julio de 2016 en el UFC 201. Ganó la pelea por nocaut a sólo 14 segundos de la primera ronda.
Se espera que Hamilton enfrente a Francis Ngannou el 9 de diciembre de 2016 en el UFC Fight Night 102.

## Campeonatos y logros
- Ultimate Fighting Championship
  - 2º KO más rápido en la división de Peso Pesado (14 segundos)

- Maximum Fighting Championship
  - Campeón de peso pesado de MFC
  - Una defensa de título

- CageSport
  - Campeón de peso pesado de CS
  - Una defensa de título

## Récord en artes marciales mixtas
| Resultado | Récord | Oponente            | Método                         | Evento                                      | Fecha                    | Ronda | Tiempo | Localización             | Notas                                    |
| --------- | ------ | ------------------- | ------------------------------ | ------------------------------------------- | ------------------------ | ----- | ------ | ------------------------ | ---------------------------------------- |
| Victoria  | 18–9   | Jared Torgeson      | Decisión (unánime)             | CageSport 55                                | 9 de febrero de 2019     | 3     | 5:00   | Tacoma, Washington       |                                          |
| Victoria  | 17–9   | Dylan Potter        | Decisión (unánime)             | Dominate FC 2                               | 15 de septiembre de 2018 | 3     | 5:00   | Tacoma, Washington       |                                          |
| Victoria  | 16–9   | Randy Zarza         | Sumisión (rear-naked choke)    | COGA 61: Rumble on the Ridge 41             | 21 de abril de 2018      | 2     | 1:49   | Snoqualmie, Washington   |                                          |
| Derrota   | 15–9   | Adam Wieczorek      | Decisión (unánime)             | UFC Fight Night: Werdum vs. Tybura          | 16 de septiembre de 2017 | 3     | 5:00   | Sydney                   |                                          |
| Derrota   | 15–8   | Daniel Spitz        | TKO (golpe)                    | UFC Fight Night: Rockhold vs. Branch        | 16 de septiembre de 2017 | 1     | 0:24   | Pittsburgh, Pennsylvania |                                          |
| Derrota   | 15–7   | Marcel Fortuna      | KO (golpe)                     | UFC Fight Night: Bermúdez vs. Korean Zombie | 4 de febrero de 2017     | 1     | 3:10   | Houston, Texas           |                                          |
| Derrota   | 15–6   | Francis Ngannou     | Sumisión (kimura)              | UFC Fight Night: Lewis vs. Abdurakhimov     | 9 de diciembre de 2016   | 1     | 1:57   | Albany, Nueva York       |                                          |
| Victoria  | 15–5   | Damian Grabowski    | KO (golpes)                    | UFC 201                                     | 30 de julio de 2016      | 1     | 0:14   | Atlanta, Georgia         |                                          |
| Derrota   | 14–5   | Shamil Abdurakhimov | Decisión (unánime)             | UFC Fight Night: Cerrone vs. Oliveira       | 21 de febrero de 2016    | 3     | 5:00   | Pittsburgh, Pennsylvania |                                          |
| Victoria  | 14–4   | Daniel Omielańczuk  | Decisión (unánime)             | UFC Fight Night: Gonzaga vs. Cro Cop 2      | 11 de abril de 2015      | 3     | 5:00   | Cracovia                 |                                          |
| Derrota   | 13–4   | Todd Duffee         | KO (golpes)                    | UFC 181                                     | 6 de diciembre de 2014   | 1     | 0:33   | Las Vegas, Nevada        |                                          |
| Victoria  | 13–3   | Ruan Potts          | TKO (golpes al cuerpo)         | UFC 177                                     | 30 de agosto de 2014     | 2     | 4:17   | Sacramento, California   |                                          |
| Derrota   | 12–3   | Oleksiy Oliynyk     | Sumision (scarf-hold headlock) | UFC Fight Night: Swanson vs. Stephens       | 28 de junio de 2014      | 1     | 2:18   | San Antonio, Texas       |                                          |
| Victoria  | 12–2   | Darrill Schoonover  | Decisión (unánime)             | MFC 39: No Remorse                          | 17 de enero de 2014      | 5     | 5:00   | Edmonton, Alberta        |                                          |
| Victoria  | 11–2   | Smealinho Rama      | KO (head kick)                 | MFC 38: Behind Enemy Lines                  | 4 de octubre de 2013     | 2:12  | 0:12   | Edmonton, Alberta        |                                          |
| Victoria  | 10–2   | Matt Kovacs         | TKO (golpes)                   | CageSport 26                                | 24 de agosto de 2013     | 1     | 2:14   | Tacoma, Washington       |                                          |
| Victoria  | 9–2    | Will Courchaine     | Sumisión (armbar)              | Rumble on the Ridge 27                      | 16 de marzo de 2013      | 1     | 1:37   | Snoqualmie, Washington   |                                          |
| Victoria  | 8–2    | Bill Widler         | TKO (golpes)                   | CageSport 22                                | 1 de diciembre de 2012   | 1     | 0:38   | Fife, Washington         | Ganó el Campeonato de Peso Pesado de CS. |
| Victoria  | 7–2    | Mike Riddell        | KO (golpes)                    | Rumble on the Ridge 26                      | 3 de noviembre de 2012   | 1     | 0:07   | Snoqualmie, Washington   |                                          |
| Derrota   | 6–2    | Fabiano Scherner    | Sumisión (arm triangle choke)  | SportFight 31: Battle at the Bay 2          | 4 de agosto de 2012      | 1     | 2:02   | Manson, Washington       |                                          |
| Derrota   | 6–1    | Walt Harris         | KO (golpes)                    | SCC 4: Grove vs. Silva                      | 16 de febrero de 2012    | 1     | 1:15   | Las Vegas, Nevada        |                                          |
| Victoria  | 6–0    | Matt Kovacs         | TKO (golpes)                   | Rumble on the Ridge 21                      | 10 de diciembre de 2011  | 2     | NA     | Snoqualmie, Washington   |                                          |
| Victoria  | 5–0    | Rath Cyrus          | Decisión (unánime)             | Rumble on the Ridge 20                      | 15 de octubre de 2011    | 3     | 5:00   | Snoqualmie, Washington   |                                          |
| Victoria  | 4–0    | Josh Bennett        | TKO (golpes)                   | Rumble on the Ridge 19                      | 27 de agosto de 2011     | 3     | 3:33   | Snoqualmie, Washington   |                                          |
| Victoria  | 3–0    | Jesus Rodriguez     | Decisión (unánime)             | Rumble on the Ridge 18                      | 14 de mayo de 2011       | 3     | 5:00   | Snoqualmie, Washington   |                                          |
| Victoria  | 2–0    | Jared Torgeson      | Decisión (unánime)             | CageSport 13                                | 19 de febrero de 2011    | 3     | 5:00   | Tacoma, Washington       |                                          |
| Victoria  | 1–0    | Kyle Welch          | Decisión (unánime)             | CageSport 12                                | 2 de octubre de 2010     | 3     | 5:00   | Tacoma, Washington       |                                          |